# 查尔斯·利伯
查尔斯·M·利伯（英語：Charles M. Lieber，1959年4月9日—） （页面存档备份，存于） 是一名美國化學家，出生於猶太家庭。2012年獲得沃爾夫化學獎，曾是美国国家科学院院士、哈佛大学教授、国际纳米科技领军人物之一。2011年成為中國武漢理工大學戰略科學家，藉此參與中國政府招攬外國科學家的千人計畫，2020年1月被美國政府查出利伯在相關法律文件上隱瞞參與此項計劃而被起訴，2021年12月21日遭波士頓法院陪審團認定6項罪名有罪。自2025年起，利伯加入清华大学位于深圳的异地研究生院清华大学深圳国际研究生院（SIGS），担任全职讲席教授。他还受聘于新成立的深圳医学科学院（SMART），担任SMART研究员。

## 生平
2020年1月28日，被美國聯邦調查局查出任職哈佛大學化學系主任的他參與中国千人計劃但未申報而遭逮捕，1月31日利伯交以百萬美元和交出護照代價獲得保釋，事後遭哈佛免除教職、休職休薪、美國國家衛生院亦開除涉案科學家，7月28日再因未申報上述收入被以相關稅務罪起訴。2021 年12月被判有罪，2023年4月，被兩年監外看管（其中前6個月在家軟禁）、罰款5萬美元以及補稅3.36萬美元，2023年自哈佛大學退休。

## 科學貢獻
主要在奈米科技
- 奈米材料合成(Nanomaterials synthesis)
- 奈米結構特徵(Nanostructure characterization)
- 奈米電子學與奈米光子學(Nanoelectronics and nanophotonics)
- 奈米結構的組合與運算(Nanostructure assembly and computing)
- 生物與醫學上的奈米電子學(Nanoelectronics for biology and medicine)

## 對於相關起訴的批判
批評者表示此次逮捕可能演變爲麥卡錫主義政策，產生提升中美緊張的影響。美國醫學會科學長Dr. Ross McKinney Jr.指出這將增加學界因接受合法國際資金而被詳細審查的焦慮，聲稱「逐步但無疑地，我們將遇到麥卡錫式的審查清洗。」2021年3月，7位諾貝爾獎得主在內的幾十位科學家發表公開信支持利伯，認為政府的不公正起訴誤導與阻撓了美國科學家與他國同儕的合作。最終陪審團仍依美國法律判決有罪。